# Второй Кубанский поход
Второй Кубанский поход (9/10 (22/23) июня — 7 (20) ноября 1918) — поход Добровольческой армии с целью ликвидации советской власти в Кубанской области, Черноморье и на Северном Кавказе.

## Военно-политическая обстановка в регионе
Ко времени окончания Первого Кубанского похода и сосредоточения Добровольческой армии в станице Егорлыкской весь юг России был оккупирован германской армией, включая Ростов, который красные войска сдали 1-му немецкому экспедиционному корпусу без боя и где теперь располагался штаб этого немецкого корпуса. В Киеве германские оккупанты разогнали Центральную Раду, а вместо неё поставили гетмана П. П. Скоропадского, провозгласившего создание Украинской державы. В Крыму Германия по согласованию с Турцией поставила генерала М. А. Сулькевича.
На Дону против большевиков, отметивших свою победу над казаками в феврале 1918 года рядом карательных экспедиций и расстрелов, началось казачье восстание, в результате которого советская власть была свергнута казаками в целом ряде крупных станиц (Кагальницкая, Мечётинская, Егорлыкская), в которых и отдыхала после возвращения из изнурительного «Ледяного похода» Добровольческая армия. В Новочеркасске в ходе Круга спасения Дона войсковым атаманом был избран генерал от кавалерии П. Н. Краснов, который, вслед за Скоропадским и Сулькевичем, принял «германскую ориентацию». Это была вынужденная мера.
На Северном Кавказе образовался целый ряд «советских» республик, подобно таким же по соседству, как Донская или Донецко-Криворожская. Это Кубанская, Черноморская, Ставропольская, Терская республики в составе РСФСР. Из множества республик Северного Кавказа доминировала Черноморско-Кубанская республика, образовавшаяся в результате слияния (30 мая 1918 года) Кубанской и Черноморской республик, и, занимавшая территорию Черноморской, Ставропольской губерний и Кубанской области. Ею руководил Я. В. Полуян (председатель СНК). В условиях начала Второго Кубанского похода Добровольческой армии, 1-й съезд Советов Северного Кавказа (5-7 июля 1918 года) постановил объединить Кубано-Черноморскую, Терскую и Ставропольскую советские республики в единую Северо-Кавказскую советскую республику в составе РСФСР, со столицей в городе Екатеринодар.
В Новороссийск из Крыма ушёл красный Черноморский флот. На Кавказе действовали многочисленные отряды И. Л. Сорокина и А. И. Автономова, терроризировавшие казачье население, а также горожан, в первую очередь Екатеринодара.
Значительных организованных противобольшевистских сил в регионе, кроме Добровольческой армии, не было. Тем не менее кубанское и терское казачество уже готовы были оказать свою поддержку силам, готовящимся выступить против советской власти. 
Для принятия решения о направлении похода Деникин собрал 28 мая 1918 года в станице Манычской совещание с участием генералов П. Н. Краснова, М. В. Алексеева, А. П. Филимонова (кубанский атаман), А. П. Богаевского и др. Краснов предлагал Деникину и Алексееву наступать на Царицын, где «есть пушки, снаряды и деньги, где настроение Саратовской губернии враждебно большевикам». Затем Царицын должен был стать базой для наступления Добровольческой армии в Среднее Поволжье, в чём донской атаман обещал содействие немцев. Командование добровольцев отвергло предложение Краснова, поскольку вообще не считало морально приемлемым союз с Германией, кроме того, не без оснований сомневалось в искренности немцев именно в данном случае, учитывая их тесные связи с большевиками.
Немаловажным обстоятельством было и то, что половину личного состава армии составляли кубанские казаки, присоединившиеся к добровольцам в надежде, что те освободят сначала их край, а потом уже остальную Россию. Да и вообще, Северный Кавказ представлялся более надежной базой, чем Поволжье, политические симпатии которого были неизвестны.
По словам Деникина, «стратегический план операции заключался в следующем: овладеть Торговой, прервав там железнодорожное сообщение Северного Кавказа с Центральной Россией; прикрыв затем себя со стороны Царицына, повернуть на Тихорецкую. По овладении этим важным узлом северокавказских дорог, обеспечив операцию с севера и юга захватом Кущёвки и Кавказской, продолжать движение на Екатеринодар для овладения этим военным и политическим центром области и всего Северного Кавказа».

## Ход кампании
22—23 июня 1918 года Добровольческая армия выступила в 2-й Кубанский поход. Непосредственной целью похода было очищение от большевиков Кубани и овладение её столицей Екатеринодаром и Черноморским побережьем.

### Первый этап кампании.

#### Положение и силы сторон

##### Добровольческая армия
В начале июня Добровольческая Армия была разбита на дивизии:
1-я пехотная дивизия. Генерального штаба генерал-лейтенант Марков.
1-й Офицерский полк,
1-й Кубанский стрелковый полк
1-й Офицерский конный полк,
1-я Инженерная рота,
1-я Офицерская батарея,
Отдельная конная сотня.
2-я пехотная дивизия, Генерального штаба генерал-майор Боровский.
Корниловский Ударный полк,
Партизанский пехотный полк,
4-й Сводный Кубанский конный полк
2-я Инженерная рота
2-я Офицерская батарея.
3-я пехотная дивизия, Генерального штаба полковник Дроздовский.
2-й Офицерский стрелковый полк,
2-й Офицерский конный полк,
3-я Инженерная рота,
3-я Отдельная легкая батарея — 6 орудий,
Конно-горная батарея — 4 орудия,
Мортирная батарея — 2 орудия.
1-я конная дивизия, генерал от кавалерии Эрдели.
1-й Кубанский конный полк,
1-й Черкесский конный полк,
1-й Кавказский конный полк,
1-й Черноморский конный полк.
1-я казачья Кубанская бригада, генерал-майор Покровский.
2-й Кубанский конный полк,
3-й Кубанский конный полк.
Взвод артиллерии — 2 орудия.
Части, не входившие в состав дивизий:
Пластунский батальон,
6-дюймовая гаубица,
Броневики.: «Верный», «Доброволец» и «Корниловец»,
Радиостанция.
Таким образом, перед началом похода Добровольческая армия состояла из 5 полков пехоты, 8 конных полков, 5 с половиной батарей, общей численностью 8,5—9 тысяч штыков и сабель при 21 орудии. Полки были сведены в дивизии (1-я пехотная (ком. генерал С. Л. Марков), 2-я пехотная (генерал А. А. Боровский), 3-я стрелковая (полковник М. Г. Дроздовский), 1-я конная (генерал И. Г. Эрдели). Кроме того в составе армии находилась 1-я Кубанская казачья бригада (генерал В. Л. Покровский), и на первый период операции армии был подчинён отряд донских ополчений полковника И. Ф. Быкадорова силою около 3,5 тысяч штыков с 8 орудиями; отряд этот действовал по долине Маныча. На вооружении армии состояло три бронеавтомобиля: «Верный», «Корниловец» и «Доброволец» (последний был в починке) и 4 самолёта.
Общая численность добровольческих сил составляла от 8 до 9 тысяч против 75 тысяч красных.
Командиры соединений Добровольческой армии на начало Второго Кубанского похода:

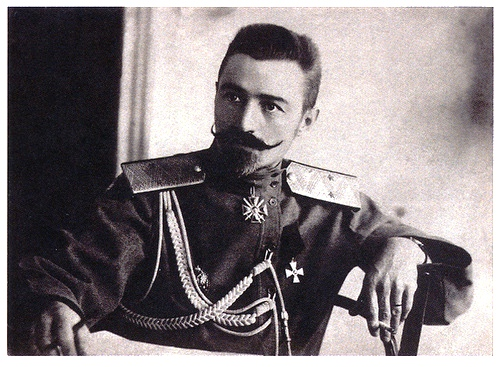
Начальник 1-й пехотной дивизии генерал-лейтенант С. Л. Марков
Начальник 2-й пехотной дивизии генерал-майор А. А. Боровский
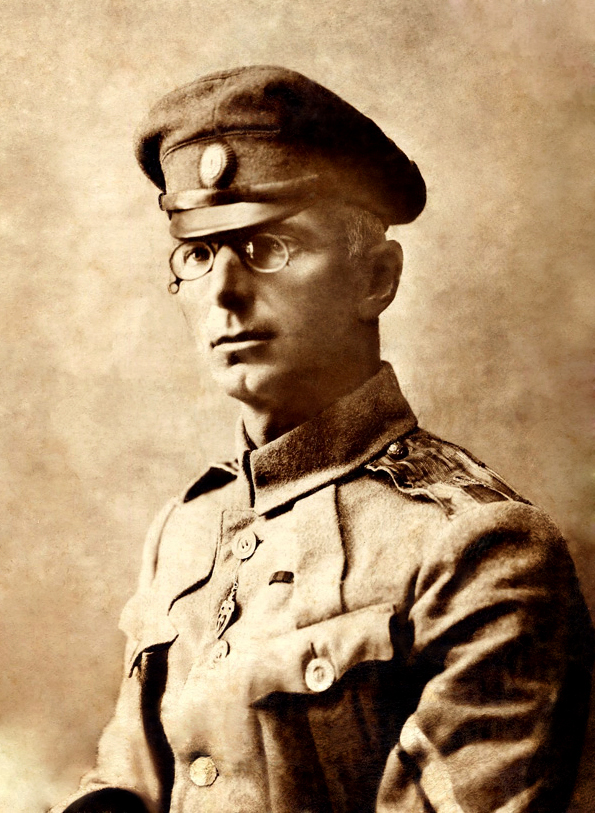
Начальник 3-й пехотной дивизии полковник М. Г. Дроздовский
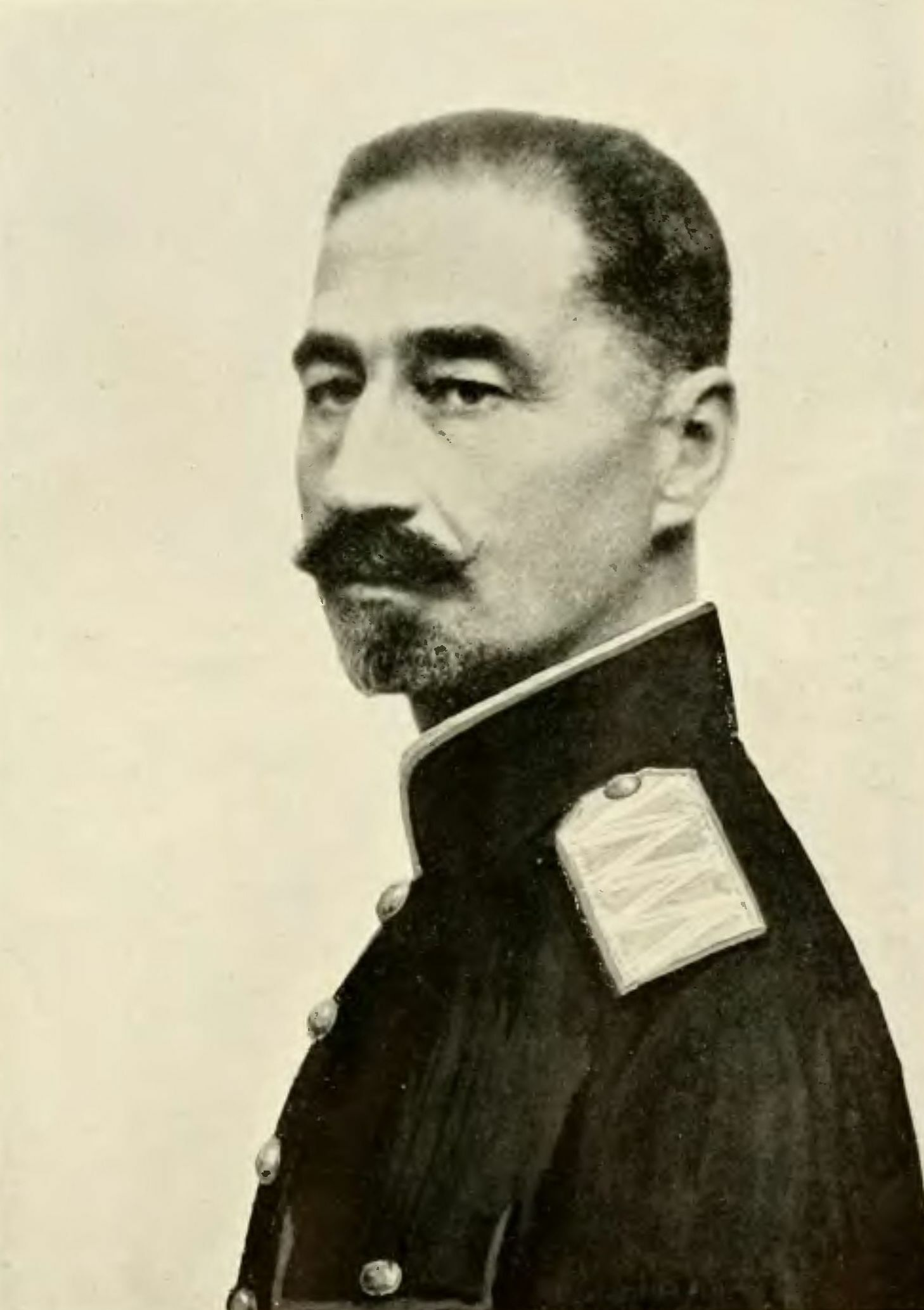
Начальник 1-й конной дивизии генерал-лейтенант И. Г. Эрдели

##### Советские силы
Основные силы большевиков по оценке белых располагались следующим образом:
1. В районе Азов — Кущёвка — Сосыка стояла армия Сорокина в 30—40 тысяч при 80—90 орудиях и двух бронепоездах, имея фронт на север против занятого немцами Ростова и на северо-восток против донцов и добровольцев.
2. В районе линии железной дороги Тихорецкая — Торговая и к северу от неё располагались многочисленные разрозненные отряды общей численностью до 30 тысяч со слабой артиллерией. В их числе были «Железная» пехотная бригада Жлобы, и конная бригада Думенко.
3. В углу, образуемом реками Манычем и Салом, с центром в Великокняжеской, располагалось 5 отрядов силою до 12 тысяч при 17 орудиях.
4. Кроме этих трех групп во многих крупных городах и на железнодорожных станциях (Тихорецкая, Екатеринодар, Армавир, Майкоп, Новороссийск, Ставрополь и другие) имелись сильные гарнизоны из трех родов войск.
В общей сложности численность советских войск составляла 80—100 тысяч человек. Среди этих частей было немало вполне преданных советской власти отрядов, вытесненных немцами с Украины, из Донской области и Крыма. Другим важным источником комплектования были демобилизованные солдаты бывшего Кавказского фронта.

#### Начало кампании
Первый удар Добровольческая армия нанесла в районе села Лежанка (Средне-Егорлыкская) 23 июня 1918 года и станицы Новороговской. В районе Лежанки оборону держала красная бригада Жлобы. Несмотря на большие потери, добровольческие части взяли Лежанку.

#### Взятие Торговой

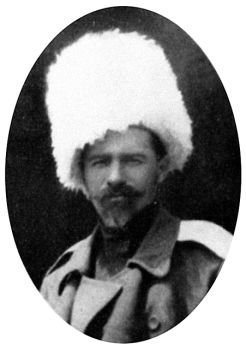
Фото генерала Маркова в его образе первопоходника Добровольческой армии: в белой папахе и меховой куртке, сделанное после окончания Первого Кубанского похода в мае 1918 года в станице Егорлыкской

Первой операцией была атака станций Торговая (силами пехотных 2-й и 3-й и 1-й конной дивизий) и Шаблиевская (1-я дивизия) 25 июня 1918. Захватив Торговую, Добровольческая армия на 20 месяцев перерезала железную дорогу, связывавшую Кубань и Ставрополье через Царицын с Центральной Россией. В тот же день при взятии Шаблиевской был смертельно ранен начальник 1-й дивизии генерал С. Л. Марков, и вместо него в командование дивизией до возвращения из Москвы генерала Б. И. Казановича вступил полковник А. П. Кутепов. На место последнего, командиром Корниловского ударного полка, назначен полковник В. И. Индейкин. Так как в момент назначения на должность полковник Индейкин находился на излечении от ран в Новочеркасске, во временное командование полком вступил капитан Н. В. Скоблин.

26 июня приказом по армии Деникин переименовал 1-й Офицерский полк, первым командиром которого был Марков, в 1-й Офицерский генерала Маркова полк. Полковник Н. И. Тимановский, нач. штаба Маркова, уехал в Новочеркасск принимать командование этим полком.
26 июня кубанцы удерживали Шаблиевку и отбили атаку красной кавалерии. 27 июня подошла дивизия Дроздовского. В ночь на 28 июня Дроздовский и Кутепов, сменивший Маркова, двинулись на Великокняжескую. Дроздовцы наступали на Великокняжескую с юга, вдоль железной дороги. На правом фланге, восточнее, шла конница Эрдели. На левом фланге наступал Корниловский Ударный полк и ещё западнее шли донские части.

#### Взятие Великокняжеской
Выбитые из Торговой и Шаблиевской красные отходили в двух направлениях: в сторону Песчанокопского и в сторону Великокняжеской.
Для дальнейшего наступления в направлении на Тихорецкую добровольцам было нужно обеспечить свой тыл (железнодорожный узел станции Торговой) и облегчить донцам задачу удержания юго-восточного района (Сальского округа), для чего требовалось разбить сильную группу красных с центром в станице Великокняжеской. В направлении Песчаноокопского была выставлена в качестве заслона 2-я дивизия Боровского, а остальные части 28 июня атаковали большевиков у Великокняжеской. 1-я и 3-я дивизии переправились через Маныч и ударили по станице с севера и с юга, но конная дивизия Эрдели, перед которой стояла задача обойти Великокняжескую с востока и довершить окружение противника, не смогла преодолеть упорного сопротивления отряда Думенко и переправиться через реку. В результате Манычская группировка красных, хотя и выбитая из Великокняжеской, разгромлена не была и долго ещё висела на фланге Добровольческой армии. Деникин оставил действовать в долине Маныча донские части, а добровольцы 29 июня — 1 июля сосредоточились у Торговой.

#### Взятие Песчанокопского и Белой Глины
Разбитые под Торговой красные, численностью около 15 тыс. чел. под командой Веревкина, отступили в район Песчанокопского и Белой Глины, преграждая путь на Тихорецкую. 1 июля войска Сорокина начали наступление на слабый добровольческий заслон по линии Кагальницкая — Егорлыкская, угрожая сообщениям с Доном. Для усиления этого участка (там находились бригада Покровского и пластунские батальоны) Деникину пришлось выделить из состава 2-й дивизии Корниловский ударный полк. В тот же день красные, пополнив свои ряды мобилизацией, выступили в количестве 6—8 тысяч из Песчанокопского в направлении на Торговую. Одновременно части Деникина двинулись им навстречу. К 4 июля, сломив сопротивление красных, добровольцы овладели Песчанокопским, причем сражаться им пришлось не только с красноармейцами, но и с поднявшимися на борьбу жителями этого села (Песчанокопское и Белая Глина были многолюдными и богатейшими селами Тихорецкой железнодорожной линии и очагами большевизма в крае). Когда красные потерпели поражение и отступили, с ними ушла и большая часть жителей, что Деникин объясняет боязнью мести, так как во время Первого Кубанского похода раненые добровольцы, оставшиеся в селе, были убиты по решению сельского схода. В наказание за убийство 21 июня ст.ст. дома виновных были сожжены.
В ночь на 5 июля войска Деникина выступили на Белую Глину. Возле этого крупного села, больше походившего на небольшой уездный город, красные собрали значительную группировку, спешно перебросив туда подразделения 39-й дивизии старой армии, отличившейся на Кавказском фронте, отряды Жлобы и более мелкие формирования из частей разбитых под Торговой, Великокняжеской и Песчанокопским. Ядром группировки были «Железная» бригада Жлобы и отряд матросов. Распропагандированное население Белой Глины частично само мобилизовалось, других взяли силой, образовав из них вместе с красными отрядами гарнизон в 9—10 тысяч человек.
Деникин планировал окружить село со всех сторон. Всем колоннам было приказано начать наступление с таким расчетом, чтобы атаковать Белую Глину на рассвете 6 июля: Боровскому с севера, Дроздовцам вдоль железной дороги, корниловцам с юга. Эрдели с кубанскими казаками должен был к вечеру 5 июля занять станицу Новопокровскую и станцию Ею, разрушить железную дорогу, прикрыть добровольцев со стороны Тихорецкой и отрезать большевикам пути отступления на запад.

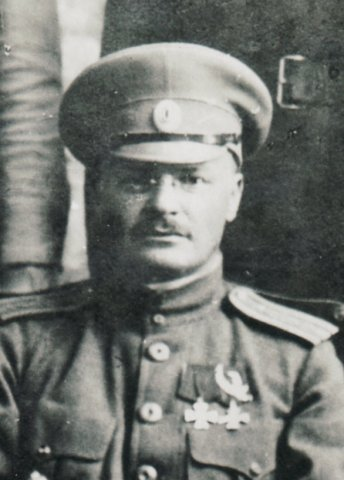
Полковник Жебрак

К вечеру 5 июля части 3-й дивизии подошли к селу и вступили в ожесточенный бой с красными, несколько раз переходившими в контратаки. В ночь на 6 июля полковник М. А. Жебрак лично повел в атаку два батальона своего 2-го Офицерского стрелкового полка, оставив один батальон в резерве. Во 2-м часу ночи наступавшие цепи и штаб полка попали под сильнейший обстрел пулемётной батареи большевиков и потеряли около 400 человек, в том числе убитыми командира полка и всех офицеров его штаба (всего 80 офицеров было убито и до 300 ранено). На рассвете к селу подошли остальные части и атака возобновилась. Командиром 2-го полка был назначен полковник В. К. Витковский. К вечеру 6 июля сопротивление красных удалось преодолеть и отряд Кутепова первым ворвался в село. Группировка красных была разгромлена, но, поскольку Боровский на своем участке перекрыл не все дороги, часть большевиков сумела вырваться и бежать в сторону Тихорецкой.
В селе было взято в плен около 5 тысяч красных. Часть пленных, из тех, что были насильно мобилизованы коммунистами, вступили в Добровольческую армию, а большинство по приказу Деникина было отпущено по домам. Такой необычный поступок вызвал удивление и у красных и у белых. Командующий надеялся тем самым подать пример цивилизованного ведения войны, тем более, что на следующий день после взятия Белой Глины ему сообщили о расстреле множества пленных дроздовцами. Деникин вызвал к себе их начальника и указал на недопустимость подобных действий. Полковник Дроздовский оправдывался тем, что раненые бойцы, оставшиеся лежать на подступах к селу после неудачной ночной атаки, были затем найдены убитыми и обезображенными.
За оказание вооруженного сопротивления жители станицы были вынуждены заплатить Добровольческой армии контрибуцию в 2,5 млн рублей. Сумма очень большая, если учесть, что Шаблиевке несколько дней назад выставляли контрибуцию в 50 тыс. рублей. Выставление контрибуции имело место в гражданской войне с обеих сторон, но оно отождествляло армию с иностранными карателями. Армейская казна была пуста, и контрибуции с непокорных территорий позволяли такими «прямыми налогами» пополнять её.

#### Наступление на Тихорецкую
8 июля армия вступила в пределы Кубанской области. Конная дивизия с отрядом Кутепова обошли правый фланг противника и взяли станицу Новопокровскую и станцию Ея. Попытки встречного наступления группы Калнина со стороны Тихорецкой были отражены 8—9 июля.
Теперь Добровольческая армия находилась в 45 верстах от станции Тихорецкой, более чем в ста — от Торговой и в 50 верстах к югу от станицы Егорлыкской. Она угрожала тылу Батайской группы красных, но и сама находилась под угрозой охвата, так как отряды, занимавшие фронт между главными силами и Егорлыкской, были незначительны. Сорокин воспользовался этим и 1 июля перешел в наступление, намереваясь сбить заслоны на фронте Мечётинская — Кагальницкая — Егорлыкская, где стояли части генерала Покровского и донцы войскового старшины Постовского, отрезать Добровольческую армию от Новочеркасска, и зайти ей в тыл. В тот же день Деникин послал на помощь в Егорлыкскую Корниловский ударный полк с двумя орудиями.
1 июля отряд большевиков, численностью до 2,5 тыс. человек с артиллерией и даже 6-дюймовыми орудиями атаковал Егорлыкскую, где оборонялись донцы, но был отброшен. В этот же день на участке Покровского более крупные силы Сорокина (6—8 тыс.) начали наступление, достигшее наивысшего напряжения 6 июля. Большевики взяли Гуляй-Борисовку и подошли к Кагальницкой. Покровский держался с трудом, неся большие потери.
Между тем, 5 июля на соединение с главными силами из Новочеркасска выступили 1-й Офицерский генерала Маркова под командованием полковника Н. С. Тимановского и 1-й Конный Офицерский полки. Ввиду тяжелого положения Покровского эти силы были отправлены через мечетинский фронт, чтобы попутно оказать помощь казакам. 8 июля два батальона марковцев атаковали большевистские позиции у Кагальницкой, несмотря на ураганный огонь, сломили сопротивление красных и обратили их в бегство, хотя и ценой тяжелых потерь (до 400 человек, из них около 80 убитыми).

#### Рейд Боровского
Южнее добровольцев, на линии Успенская — Ильинская находился отряд Думенко (2—2,5 тыс., 4 орудия, 20 пулеметов) и севернее Ставрополя в районе Привольное — Медвежье несколько ставропольских отрядов общей численностью около 4 тысяч при 4 орудиях.
Чтобы обеспечить левый фланг при наступлении на Тихорецкую и не допустить захода красных с тыла, Деникин решил нанести удар по двум южным группам. 10 июля он приказал генералу Боровскому за три дня разбить отряды большевиков у Медвежьего, Успенской и Ильинской, угрожавшие левому флангу Добровольческой армии при дальнейшем движении, так как на 14 июля было назначено общее наступление на Тихорецкую. Сложность задачи состояла в том, что войскам надо было преодолеть 115 верст пути и разгромить не менее 6 тыс. красных. Такой стремительный бросок удалось совершить, только с помощью переброски пехоты на подводах, взятых у жителей Белой Глины.
Боровский блестяще справился с поставленной перед ним задачей: его рейд, по словам Деникина, «протекал с быстротой поистине кинематографической».
11 июля Корниловский ударный и Партизанский полки при поддержке кубанского конного полка после жестокого боя овладели селом Медвежьим. Особенно упорное сопротивление оказали роты красных матросов, которых корниловцы полностью уничтожили. Разбитые большевики бежали в сторону Ставрополя. 12 июля дивизия Боровского успешно атаковала станицу Успенскую, 13-го Ильинскую.
Подход Тимановского, отбросившего Сорокина к Владикавказской железной дороге, и рейд Боровского дали возможность атаковать Тихорецкую.

#### Взятие Тихорецкой
14 июля Деникин окружил и ударом с четырёх направлений, после ожесточенного боя, продолжавшегося до поздней ночи, разгромил крупную группировку красных с центром на узловой станции Тихорецкой, где находился штаб главкома Красной армии Северного Кавказа. Главком К. И. Калнин, лично руководивший защитой Тихорецкой, в одиночестве пешком пробрался между составами и скрылся в направлении на Екатеринодар, едва не попав в плен. Его начальник штаба, военспец С. Н. Балабин (по другим источникам — Зверев), бывший полковник генштаба(?), застрелил в купе штабного вагона свою жену, после чего покончил с собой.
Кроме трёх красных бронепоездов на станции Тихорецкой были захвачены составы с военным имуществом, 50 орудий, большое количество снарядов и патронов, и один аэроплан.
К Екатеринодару красным удалось увезти только 7 эшелонов.
Из захваченных бронеплощадок добровольцы сформировали свои первые бронепоезда - 1-й бронированный поезд (получивший название лёгкий бронепоезд «Генерал Алексеев»), лёгкий бронепоезд «Вперёд за Родину» и Батарею дальнего боя (получившую название тяжёлый бронепоезд «Единая Россия»).
Уже на следующий день объявившийся в Екатеринодаре, главком Калнин попросил ЦИК Северо-Кавказской республики об отставке и предложил назначить на своё место И. Л. Сорокина.
Остатки группы Калнина отступили в сторону Екатеринодара. Часть пленных влилась в Добровольческую армию, которая пополнилась и за счёт местного населения, доведя свою численность до 20 тыс.
Взятие Тихорецкой позволило Добровольческой армии вести операции сразу в трёх направлениях и укрепило её связь с тылом; перерезав железные дороги она разделила группировки красных: Армавирскую, Таманскую, Западную и Екатеринодарскую. Часть армии Сорокина оказалась зажатой между добровольцами, немцами и донскими казаками. Эта 30-тыс. группа занимала район Сосыка — Кущёвка, имея в своём составе три бронепоезда с дальнобойными орудиями.

#### Положение на Ставрополье и Тереке
Летом 1918 года по всей территории Северного Кавказа прокатилась серия казачьих восстаний в ответ на проводимую Советами земельную политику. В конце июня кубанские партизаны полковника А. Г. Шкуро захватили на несколько дней Кисловодск.
Против повстанцев были направлены советские войска из Пятигорска, Армавира и Астрахани. Выбитые красными, они двинулись на север, в Ставропольскую губернию, на соединение с Добровольческой армией. Войдя в связь с ней после захвата ст. Кавказской, 21 июля Шкуро, предъявив Ставрополю ультиматум о выходе из него красных, овладел им без боя, так как красные его очистили.
Выступление партизан полковника Шкуро дало толчок к восстанию и на Тереке, и в первой половине июля восставшие Терские казаки захватили ст. Прохладную, а вскоре и Моздок (13 июля) (в ходе ожесточенных боев погибло более 300 красноармейцев
), где образовалось Временное народное правительство Терского края (председатель Г. Ф. Бичерахов), вошедшее в связь с отрядом Л. Ф. Бичерахова в Баку и Дагестане.
После взятия Моздока казаки целиком овладели Моздокским отделом, частью Кизлярского и сильно углубились на территорию Пятигорского отдела, дойдя до р. Золка.
Казачье-Крестьянский совет утвердил командующим войсками Терской области полковника генштаба В. Ф. Белогорцева. Однако, по настоянию Г. Ф. Бичерахова, на эту должность сразу же был избран генерал-майор Э. А. Мистулов.
На IV Терском народном съезде, открывшемся во Владикавказе 23 июля 1918 г., казачья фракция Г. Ф. Бичерахова потребовала ликвидации большевистских совдепов. 6 августа продолжавший свою работу съезд был сорван нападением на город казачьих отрядов, возглавляемых полковниками И. Н. Беликовым и С. А. Соколовым. Часть членов СНК была захвачена восставшими, но затем отпущена.
Терских казаков поддержал Осетинский народный совет. Созванный VIII Осетинский съезд в начале августа 1918 года официально объявил войну Терскому Совету Народных Комиссаров и Терской Советской республике.
В начале августа восставшим удаётся временно захватить даже центр Терской области Владикавказ (6 августа), вскоре, однако, вновь перешедший в руки советских войск. 11 августа войска терских казаков под командованием Бичерахова окружили Грозный и приступили к его осаде (см. Стодневные бои). Восставшие также предприняли штурм Кизляра, бои за который велись с начала июня в течение почти шесть месяцев.
Центром восстания становится Моздок, причём гражданская власть сосредоточивается в руках избранного «казачье-крестьянским съездом» Терского края Исполнительного комитета.

#### Екатеринодарская операция
Ближайшей целью Деникина было взятие Екатеринодара. Но для этого надо было сначала обеспечить фланги разгромом группы Сорокина на севере и захватом железнодорожного узла станции Кавказской на юге.
Было решено, что 1-я дивизия Кутепова двинется на север — на Сосыку — Кущёвку против Сорокина, 2-я дивизия Боровского — на юго-восток — на Кавказскую, а 3-я будет играть роль активного заслона на Екатеринодарском, юго-западном, направлении. Поддерживать наступление 1-й дивизии должны были конная дивизия Эрдели, двигавшаяся левее на Уманскую — Староминскую (чтобы перекрыть Сорокину пути отступления), и конница генерала Покровского (его бригада к этому времени была развернута в 1-ю Кубанскую дивизию) получившая задание охватить Кущёвку с востока. В виду важности задачи и для координации действий трех колонн генерал Деникин принял на себя руководство операцией.

##### Операция против группы Сорокина
16 июля Добровольческая армия начала наступление по трем направлениям. Три колонны, двигавшиеся на север, насчитывали 8—9 тыс. чел., им противостояла 30-тыс. группа Сорокина. В тот же день части Сорокина, стоявшие против Кагальницкого донского фронта, оставили позиции, поспешно уходя на Кущёвку. Продвигаясь вдоль железной дороги на Ростов, 1-я дивизия 18 июля с боем заняла узловую станцию Сосыка. 19—21 июля части Сорокина вели упорные оборонительные бои, сдерживая наступление Деникина и давая возможность отвести войска с Батайского и Кагальницкого фронтов. Только к вечеру 21-го войска Кутепова разбили противника, хлынувшего в беспорядке в сторону Кущёвки. Утром 23-го колонны Кутепова и Покровского вступили в Кущёвку, и обнаружили, что Сорокин и его армия ещё ночью ушли оттуда на запад вдоль Черноморской железной дороги на Тимашевскую. Разъезды, высланные на север от Кущёвки, уже на территории Донской области, встретили передовые донские части, следовавшие за отступавшими красными. В нескольких километрах к северу от Кущёвки подрывники разобрали полотно железной дороги на линии Екатеринодар — Ростов, подорвали насыпь и мост через Ею, за которой были немцы, как знак, что Добровольческая армия не желает иметь какой бы то ни было связи с германской армией. Так как железная дорога служила связью с донскими казаками, донской атаман Краснов послал к Деникину своего представителя генерала А. А. Смагина, чтобы попросить отремонтировать мост. Но просьба Краснова была проигнорирована.
Дивизия Кутепова была переброшена на екатеринодарское направление. Преследование главных сил Сорокина было поручено дивизии Покровского (частью сил он также должен был очистить от красных Ейский район); 1-я конная генерала Эрдели должна была двигаться наперерез Сорокину между Староминской и Тимашевской для удара ему во фланг. Сорокин, бросая обозы и поезда, все же сумел вырваться из стратегического окружения. Ему помогло то, что преследование велось довольно вяло. Ейск был занят 25-го. Покровский, любивший покрасоваться перед толпой, воспользовался случаем и свернул с пути, чтобы лично посетить этот город. В результате дивизия осталась без руководства и несколько дней было потеряно. Эрдели с 18 июля оставался в районе Уманской и то ли не мог, то ли боялся ударить во фланг Сорокину, ведя мелкие, затяжные бои с его боковым заслоном. Ведя затем параллельное преследование, Эрдели 28 июля занял станицы Переяславскую и Новокорсунскую; но к этому времени Сорокин уже успел сосредоточить войска в районе Тимашевской, прикрывшись с севера труднопроходимым лиманом Лебяжьим и низовьями Бейсуга.

##### Наступление Боровского
Обеспечивавшая левый фланг операции 2-я дивизия генерала Боровского (3—4 тыс. чел.) 18 июля атаковала большевистскую группировку в районе ст. Кавказской. Красные бежали, главным образом, за Кубань, не успев ни эвакуировать станцию, ни разрушить железнодорожный мост через реку. Обладание Кавказской разделяло стратегически Екатеринодар, Ставрополь и Армавир, открыв Добровольческой армии свободу действий по всем этим направлениям и обеспечив главное операционное направление с юга.
Неожиданный захват Ставрополя 21 июля полковником Шкуро, поднявшим восстание казаков Баталпашинского и Лабинского отделов, заставило выделить для его защиты и без того скудные средства. Добровольческой армии требовалось срочно растягивать линию фронта. 22 июля в Ставрополь въехал назначенный губернатором генерал-майор М.А. Уваров, который немедленно объявил мобилизацию офицеров и чиновников, составивших на первых порах городскую оборону. Партизаны Шкуро под командованием полковника Я.А. Слащева тем временем занимали фронт, а сам Шкуро отправился в Тихорецкую, где в это время находился штаб Деникина. В районе Ставрополя наступило некоторое затишье, которое было нарушено 31 июля, когда с юга и востока на город повели наступление красноармейцы силами до 10 тысяч человек при 6 орудиях. Но силы Шкуро, подкрепленные частями Боровского, после десятидневных боев разбили красных и отбросили их от города. Вскоре после этого в Ставрополь прибыл полковник С.Г. Улагай, который принял командование над силами Шкуро, получившими впоследствии наименование 2-й Кубанской дивизии.
На Екатеринодарском направлении Боровский взял Тифлисскую, на Ставропольском направлении захватил Новоалександровскую и, продолжая наступление вдоль Владикавказской железной дороги, 27 июля дивизия после двухчасового ожесточенного уличного боя захватила Армавир. Разбитые большевики отступали на Майкоп и Невинномысскую.
Однако Боровский недооценил силы противника. В связи с начавшимся 28 июля наступлением Сорокина красные оживились на всех направлениях. 30 июля большевики, к которым подошли значительные подкрепления из Майкопа, под командованием Г. И. Зуева атаковали Армавир с запада и отбросили добровольцев к Кавказской. Ворвавшись в город, красные устроили кровавую расправу над жителями, перед этим радостно встречавшими добровольцев. По данным деникинской Особой следственной комиссии было убито более полутора тысяч человек.
Тифлисскую стойко удерживал полковник П. К. Писарев с партизанским полком.

##### Наступление на Екатеринодар
3-я дивизия Дроздовского (около 3 тыс. чел.) медленно продвигалась вдоль железной дороги Тихорецкой линии на Екатеринодар через Кореновскую и 26 июля заняла Пластуновскую в 37 км от Екатеринодара. Ей на помощь была направлена 1-я дивизия, командование которой принял вернувшийся из поездки в Москву генерал-лейтенант Казанович. Кутепов остался в составе дивизии бригадным командиром. 1-я конная дивизия Эрдели должна была нанести удар по городу с севера; Покровский (1-я Кубанская дивизия) — наступать на Тимашевскую с севера и далее в тыл Екатеринодарской группе красных. К 27 июля передовые части заняли станицу Динскую (захвачено 3 орудия, 600 пленных) в 30 км от Екатеринодара.
Город прикрывался отрядами красных в 10 тыс. чел., а образованный в нём «Чрезвычайный военный комиссариат кубанской области» стягивал дополнительные подкрепления с Таманского полуострова. Несмотря на то, что в Екатеринодаре удалось собрать значительные силы, многие бойцы были деморализованы и большевистскому командованию не удавалось организовать оборону. 20 июля съезд фронтовых частей решил защищать город, однако, хотя на этом собрании присутствовали представители почти 50 отдельных частей, которые поклялись выполнять все распоряжения командующего, первый же приказ о выступлении на фронт исполнили только три полка. Остальные части под тем или иным предлогом задержались в городе.
Для обеспечения тыла добровольцами в Кореновской был оставлен лишь пластунский батальон с двумя орудиями. На 28 июля намечался перенос штаба армии Деникина из Тихорецкой в Кореновскую.

##### Контрнаступление Сорокина
Деникин полагал, что Сорокин будет отступать из Тимашевской на Екатеринодар, но тот, пополнив свою армию и вновь доведя её численность до 30—35 тыс., выставил против Покровского заслон, а сам 27 июля из района Тимашевской и Брюховецкой перешёл в наступление на широком фронте, направляя главный удар на Кореновскую. Отбросив конницу Эрдели, и, пройдя форсированным маршем 40 верст, утром 28-го он взял Кореновскую. В результате этого прорыва Сорокин вышел в тыл центральной группы Добровольческой армии (1-й и 3-й дивизий), которая оказалась в окружении, будучи отрезанной от конной дивизии Эрдели и штаба армии, располагавшегося в Тихорецкой, в которой почти не осталось войск. Дроздовский и Казанович, выставив на Динской заслон со стороны Екатеринодара, повернули свои части назад к Кореновской. Наступление Сорокина привело к жестокому одиннадцатидневному сражению в районе Кореновской — Выселки (28 июля — 7 августа), во время которого 1-я и 3-я дивизия потеряли почти по трети своего состава.
Марковцы и дроздовцы с трудом отбивали атаки, контратаковали, но вынуждены были отходить. Генералы лично поднимали цепи против смелых атак красноармейцев. Особенно ожесточенный бой произошёл 30 июля, после которого красные оставили Кореновскую. Но уже 1 августа армия Сорокина вновь штурмует Кореновскую, в которой остались только части Дроздовского. Не достигнув результата, Сорокин приступил к полному окружению Кореновской. В ночь на 2 августа Дроздовский был вынужден, оставив Кореновскую, прорываться на Бейсугскую. 3 августа ЦИК Северокавказской республики, уже отмечая победу, назначил Сорокина главнокомандующим Красной армии Северного Кавказа. Деникину с трудом удалось избежать поражения от превосходящих сил красных, тем более, что большевистские части на Екатеринодарском фронте также перешли в наступление. Только перебросив в район сражения 2-ю дивизию Боровского, Деникину удалось восстановить связь с отрезанными дивизиями, а затем и опрокинуть войска Сорокина.
Вот как изложен в воспоминаниях офицера Корниловского полка один из боевых эпизодов:
"Продвигаясь к Екатеринодару вдоль железнодорожной линии, Корниловский Ударный полк дошел до станции Ладожская. Станция была обнесена глубокими окопами. Корниловцы ворвались в них с большими потерями, но и в окопах большевики продолжали отбиваться ручными гранатами. «Да кто же вы такие, черти?» кричали Корниловцы. «Мы — чертова сотня товарища Жлобы; а вы — кто?» «Мы — Корниловцы!» отвечали наши и бросились в атаку с криком «ура!». Потери — 75 человек.
На самой станции командир роты капитан Морозов узнал, что в 4 верстах от станции застрял бронепоезд красных. Гурьбой по полотну шли к нему Корниловцы. Рядом, по дороге тянулась артиллерия, пулеметные тачанки. В темноте вырисовывалась на рельсах чёрная громада. Раздался окрик: «Стой! Кто идет?» Ответ: «Корниловцы!» и в один миг, с криками «ура!», офицеры забросали бронепоезд ручными гранатами. 6 дальнобойных орудий и 20 пулеметов были добычей капитана Морозова".
7 августа добровольцы заняли Кореновскую и красные начали отступление по всему фронту, частью на Тимашевскую, частью на Екатеринодар.

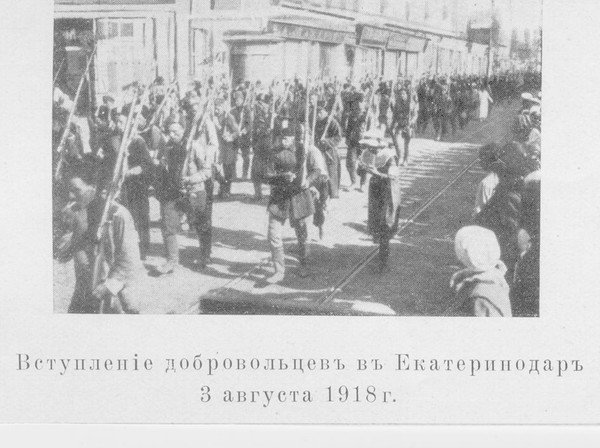
Вступление добровольцев в Екатеринодар

##### Взятие Екатеринодара
Разгром Сорокина позволил начать решительное наступление Добровольческой армии на Екатеринодар. Красные высылали из города подкрепления, чтобы сдержать продвижение противника, и временами даже происходили крупные бои, но остановить добровольцев они уже не могли. Основные свои силы большевистский командующий увел за Кубань и Лабу, полагая оборону Екатеринодара делом безнадежным. При этом Таманская группа красных, оставленная Сорокиным как заслон против дивизии Покровского, продолжала упорно обороняться и только 14 августа была вынуждена оставить Тимашевскую и начать отход на Новороссийск (см. Поход Таманской армии).
К 14 августа части Добровольческой армии подошли на расстояние перехода к Екатеринодару, обложив его с севера и востока. После двух дней боев на подступах к городу (см. Штурм Екатеринодара (август 1918)) красные в ночь с 15 на 16 августа покинули город без разрешения Сорокина; 16 августа город был занят белыми. На церемонии празднования победы командование добровольцев  и кубанские политики приняли решение о дальнейшей совместной борьбе с большевиками.

### Второй этап кампании

#### Положение и силы сторон
Через несколько дней после взятия Екатеринодара красные были вынуждены очистить весь северный берег реки Кубани вплоть до её устья. К середине августа 1918 фронт Добровольческой армии растянулся от низовьев Кубани до Ставрополя, то есть, примерно на 400 километров.
Красные группировались следующим образом:
1 — Таманская группа Матвеева (10—15 тыс.) в районе Славянской, прикрывала Новороссийское направление вдоль Черноморской железной дороги. Разведка добровольцев недооценивала и её численность и боевые качества.
2 — Группа Сорокина (ок. 15 тыс.), отступив за Кубань, задержалась в низовьях Лабы.
3 — Армавирская группа (6—8 тыс.), прикрывала линию Кубани от Усть-Лабинской до Армавира, располагаясь в двух пунктах — против Кавказской и в Армавире.
4 — Ставропольские отряды, неопределенной численности, подступали к Ставрополю с северо-востока, востока и юга силами 8—10 тыс.
5 — Невинномысская группа, неопределенной численности.
6 — Майкопская группа, ок. 5 тыс., располагалась в районе Майкопа — Белореченской. Эти части были реорганизованы в три колонны и заняли оборону по реке Белой, а затем отступили на Лабу, в район станиц Лабинской и Курганной.
К сентябрю большевики имели на Северном Кавказе до 70—80 тыс. человек при 80—100 орудиях. Деникин мог противопоставить им около 35 тыс. бойцов при 80 орудиях.
Перед Деникиным стояла задача сократить линию фронта. Нужно было очистить от красных левый берег нижней Кубани. Выполнение задачи было поручено дивизиям Покровского, Эрдели и Казановича.
2-я дивизия Боровского в августе была направлена в Ставропольский район, где большевики создали серьёзную угрозу Ставрополю. Бои за Кавказскую-Гулькевичи и Армавир дорого обошлись Корниловцам, несмотря на богатство захваченного вооружения и все прибывающее пополнение. Все это требовало времени для приведения в порядок и на обучение, но времени обстановка не давала, начинались кровопролитные бои за Ставрополь и его район. В течение целого месяца Корниловцы вели бои в этом районе, то спускаясь к юго-западу от города, то поднимаясь на север. Особенно упорные бои были у Сенгилеевки и Терновки.
Сразу по прибытии в Ставрополь Корниловскому и Партизанскому полкам пришлось прямо из вагонов вступить в бой. Рисуется картина: полковник рукой указывает направление выгружающимся и тут же падает с раздробленным черепом. Потери с обеих сторон были велики.
Её сменила дивизия Дроздовского, к 20 августа закончившая развертывание для занятия линии реки Кубани от Пашковской (возле Екатеринодара) до Григориполисской, на протяжении около 180 километров. Заняв гарнизонами пункты с важнейшими переправами (Усть-Лабинская, Тифлисская, Романовская) и имея подвижной резерв в железнодорожных составах, Дроздовский на остальном протяжении ограничился наблюдением и расставлением отрядов, сформированных из казаков прибрежных станиц.
Преследование главной колонны Сорокина, отступавшей через Усть-Лабу на восток, было поручено Эрдели. 21 августа он попытался переправиться через Кубань у Усть-Лабы, но из-за плохой технической подготовки переправа сорвалась: передовые части дивизии, успевшие перейти на левый берег, были сброшены большевиками в воду и понесли большие потери. Эрдели отказался от форсирования реки и, потеряв целую неделю, кружным путём через Екатеринодар к 28-му вышел левым берегом Кубани к реке Белой, где столкнулся с авангардами бывшего отряда Сорокина и Майкопской группы.

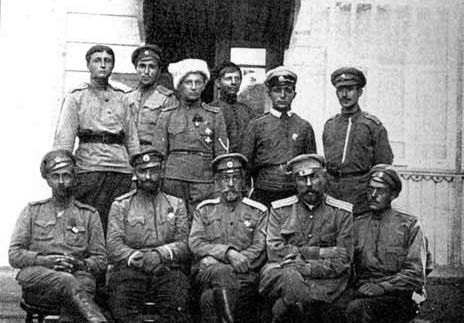
Штаб Первой дивизии Добровольческой армии летом (июль-август) 1918 года.
Сидят слева направо: полковник Н. А. Третьяков, командир 1-й бригады полковник А. П. Кутепов, начальник дивизии генерал-майор Б. И. Казанович, начштаба дивизии полковник К. И. Гейдеман.

28 августа Армавирская группа большевиков попыталась перейти в наступление: в нескольких местах красные форсировали переправы через Кубань, особенно серьёзными силами у Кавказского узла (хутор Романовский). Войска Дроздовского, однако, повсюду отразили большевиков, а у Кавказской, отрезав их от переправ, частью перекололи, частью потопили в реке.
Выход 1-й Конной дивизии на реку Белую и неудачи на Кубанских переправах заставили Армавирскую группу отступить: 29 августа большевики испортили мосты у Усть-Лабинской и Тифлисской и отошли к югу. Это позволило Дроздовскому значительно сократить фронт обороны и перебросить на левый берег Кубани 2-й конный полк, который вскоре установил связь с 1-й Конной дивизией, отбросившей бывшую Сорокинскую группу за Лабу и занявшей 1 сентября станицу Темиргоевскую.
Таким образом задача сокращения линии фронта была выполнена и можно было сосредоточить войска для освобождения южных районов Кубани и Ставрополья.

#### Поход Таманской армии
Отрезанная от армии Сорокина красная Таманская армия в количестве 25 000 человек двинулась на Новороссийск, покинутый при её приближении германско-турецким десантом.
18 августа Деникин двинул две колонны против Таманской группировки большевиков: дивизию генерала Покровского правым берегом Кубани и группу полковника А. П. Колосовского (1-й конный, 2-й Кубанский стрелковый полки, батарея и 2 бронепоезда) вдоль железной дороги на Новороссийск. Покровский прорвался к Темрюку и захватил его, но Таманская группировка, избегая окружения, устремилась к Чёрному морю. Колосовский двинулся ей наперерез и 26 августа взял Новороссийск, но таманцы успели покинуть город, направившись по Сухумскому шоссе в направлении Туапсе, куда и прибыли 1 сентября.
В это время в районе Туапсе и Майкопа против большевиков действовали отряды восставших кубанских казаков, ушедшие из своих станиц. В районе Туапсе также находился грузинский отряд под начальством генерала Г. И. Мазниева.
В течение предыдущих месяцев Грузинское правительство захватило Сухумский округ, Сочинский округ и Туапсе. У генерала Мазниева существовали доверительные отношения с представителем генерала А. И. Деникина генералом Е. В. Масловским, который в период первой мировой войны был непосредственным начальником Г. И. Мазниева.
Генерал Мазниев успел передать Добровольческой армии один бронепоезд и обещал передать санитарный поезд, со стороны Добровольческой армии было начато снабжение грузин хлебом. Именно личные отношения двух генералов и послужили в дальнейшем причиной отставки Г. И. Мазниева с этого поста.
Пробивающаяся к своим Таманская армия выбила из Туапсе грузинский отряд генерала Г. И. Мазниева. 8 сентября Таманская армия очистила Туапсе, который в тот же день был занят частями Добровольческой армии, и направилась вдоль железной дороги на Армавир. С боями пробившись от Туапсе к станице Белореченской (11 сентября), а оттуда, сминая заслоны белых, — в район станицы Курганной, Таманская армия 17 сентября соединилась там с войсками Сорокина.
Отозвав генерала Мазниева и назначив на его место генерала А. Г. Кониева, Грузия сосредоточила в районе селения Лазаревского, в 50 км к юго-востоку от Туапсе, значительные силы (до 5 тыс. пехоты с 40 пулемётами и 18 орудиями), приступив к укреплению позиций у Сочи, Дагомыса и Адлера. Одновременно в Адлер и Дагомыс были высажены небольшие германские отряды, так как Грузия и Германия были в этот период союзниками. Грузия спешно вывозила все оборудование и продовольствие из оккупированной территории. Русские подвергались притеснениям.

#### Оборона Ставрополя и Армавирская операция
К середине августа войска Ставропольского района располагались полукругом вокруг города на расстоянии перехода от него с севера, востока и юга. 17 августа началось одновременное наступление большевиков с юга от Невинномысской и с востока от Благодарного. Первое было отбито, второе успешно развивалось: прикрывавшие Ставрополь с востока части добровольцев были опрокинуты, и противник, числом 4—5 тысяч, подошел к предместьям города и к станции Палагиаде, угрожая перерезать сообщения Ставропольской группы с Екатеринодаром.
21 августа части Боровского были спешно погружены в эшелоны и двинулись от Кавказской к Ставрополю. Красные уже завершали окружение города, когда эшелоны 2-й дивизии подошли к станции Палагиада, в десяти километрах к северу от Ставрополя. Не доходя до станции, составы остановились, и Корниловский и Партизанский полки, быстро выгрузившись из вагонов, сразу же развернулись в цепи и атаковали наступавших на город большевиков во фланг и тыл. Неожиданный удар вызвал в рядах красных панику, и они бросились бежать в разные стороны, бросая оружие и снаряжение, преследуемые добровольцами.
В последующие дни дивизия Боровского расширяла плацдарм вокруг Ставрополя. Красные отступили сперва к селу Татарка, к югу от города. Будучи выбиты оттуда, они отошли к хребту и заняли сильную позицию на горе Недреманной. Сбить их с этой горы не удалось, и бои за Недреманную приняли затяжной характер.
В первой половине сентября Боровский и 2-я Кубанская дивизия С. Г. Улагая вели непрерывные бои с частями красных, очистив территорию в радиусе ста километров от города. Боровский, заняв с боем Прочноокопскую и Барсуковскую, смог сосредоточить на верхней Кубани свои главные силы. Тем временем большевики активно формировали партизанские отряды и их численность возросла до 30 тыс. человек. 8—11 сентября в селе Благодарном состоялся фронтовой съезд, который принял решение о переформировании партизанских отрядов в части регулярной Красной Армии. Командующим ставропольскими войсками был назначен К. М. Рыльский. Отряды были сведены в две пехотные дивизии четырёхполкового состава и одну кавалерийскую бригаду. Командиром одной из пехотных бригад был И. Р. Апанасенко. Вскоре была сформирована Святокрестовская дивизия под командованием С. С. Чугуева.
19 сентября в ходе Армавирской операции дивизия Дроздовского при поддержке войск Боровского и барона Врангеля овладела Армавиром.
19 сентября Деникин, прибыв в станицу Ново-Екатериновскую, занятую войсками Боровского, приказал им пересечь Владикавказскую железную дорогу, чтобы разорвать взаимодействие советских войск. 20 сентября войска Боровского взяли станцию Барсуки.
Для того чтобы выйти в тыл Армавирской группе красных, генерал Деникин приказал 2-й дивизии генерала Боровского атаковать станицу Невинномысскую. Атака Корниловцев началась как раз в тот день, когда командующий красными войсками Северного Кавказа Сорокин отдал приказ группе Гайчинца, расположенной в Невинномысской, взять Ставрополь.
21 сентября 2-я дивизия генерала Боровского взяла станицу Невинномысскую. Оперативная сводка Белого командования сообщала: «В полдень 2 сентября 1918 г. доблестные части генерала Боровского несмотря на чрезвычайное упорство и стойкость противника ворвались в станицу, и продолжая стремительное наступление, овладели ею и перекинули часть сил на левый берег Кубани. Громадные толпы противника в беспорядке бросились бежать к Армавиру. В момент атаки в Невинномысской находилось шесть большевистских штабов, в том числе и штаб Сорокина, который бежал верхом за Кубань…» Паника красных была так велика, что Корниловцы захватили не только обоз Сорокина, но и его оркестр.

#### Контрнаступление красных на Армавир и верхнюю Кубань. Повторное взятие белыми Армавира
Выход Таманской группы на соединение с армией Сорокина резко изменил положение на фронте. 23 сентября Северо-Кавказская Красная армия перешла в наступление на широком фронте: Таманская группа — от Курганной на Армавир (с запада), Невинномысская группа — на Невинномысскую и Беломечетинскую (на юг и юго-восток).
24 сентября 1-я колонна таманцев беспрепятственно развертывалась против Армавира, а 25-го атаковала город, вынудив Дроздовского в ночь на 26-е уйти из Армавира на правый берег Кубани, в Прочноокопскую. Дроздовскому удалось удержать только переправу у Фортштадта, прикрытую предмостным укреплением. Деникин ещё 24 сентября направил Дроздовскому помощь, но та опоздала. Поскольку падение Армавира создавало угрозу дальнейшего наступления красных на Кавказскую, Деникин приказал частям 3-й дивизии во что бы то ни стало вернуть город. Следствием этого стали кровавые бои за Армавир, продолжавшиеся до начала ноября.
Рано утром 6 сентября подошли Дроздовцы и повели наступление на Армавир. Корниловцы тотчас же перешли мост через Кубань, быстро вошли в город и бегом пустились на окраину, где шел бой. Здесь отличилась 4-я рота, которая бросилась в штыки на бронеавтомобиль, расстреливавший Дроздовцев.
Когда Армавир был взят и левый берег очищен от красных, Корниловские роты вернулись в Убеженскую.
В этой станице Корниловцы были свидетелями того, как станичный сход творил суд и расправу над вернувшимися от большевиков казаками. Молодым казакам присудили по 25 нагаек, более взрослым по 50, а старикам, за то, что не нажили ума до седых волос, — по 75. Богатого казака, который от жадности защищал свой виноградник бомбометом, повесили.
2-я и 3-я колонны таманцев вели успешные бои с конницей Врангеля в районе Курганной и Михайловской. Красные авторы считают, что в результате выхода Таманской группы из окружения создались условия для нанесения решительного контрудара из района Армавира в направлении Кавказской — Екатеринодара, но Сорокин принял другое решение.
Сам Сорокин после недели тяжелых боев все-таки смог выбить 28 сентября из Невинномысской части Боровского, которые с большими потерями отошли к Ново-Екатериновке.
С огромными потерями Корниловцам пришлось отходить на Ново-Екатериновку. Во время отхода 1-я офицерская рота имени Генерала Корнилова была в арьергарде полка. Противник преследовал их не отрываясь, его кавалерия все время обходила фланги, пытаясь переходить в атаку, но корниловские пулеметы на тачанках успешно отбивали их. Несмотря на это потери полка были велики — более 130 человек кровавых потерь за один этот бой.
Общая численность Таманской армии и армии Сорокина достигала в это время 150 тыс. штыков и сабель при 200 орудиях. Обе армии путём сведения отдельных частей были подразделены на пять колонн, особую Ставропольскую группу и кавалерийский корпус. После взятия Армавира и Невинномысской их расположение по фронту представляло собой вытянутый клин: с вершиной у станицы Михайловской, одной стороной, шедшей через Армавир до Невинномысской, а другой — вдоль Лабы до станицы Ахметовской. В таком положении обе армии готовились к переходу в наступление.

#### Действия отряда Станкевича
К концу сентября обозначилась угроза тылу и сообщениям добровольцев в районе Ставрополя. Красные войска Ставропольской группы образовали два отряда: в районе Дивного стояла 2-я Ставропольская дивизия, или группа Ипатова (12 тысяч штыков, 1 тысяча сабель), а в районе Благодарного — 1-я Ставропольская дивизия, или группа Рыльского (5 тысяч штыков, 500 сабель); кроме того, к северо-востоку от Петровского стоял отряд Д. П. Жлобы силою до 6 тысяч, приходивший в себя после поражения, нанесенного ему 27 сентября Улагаем.

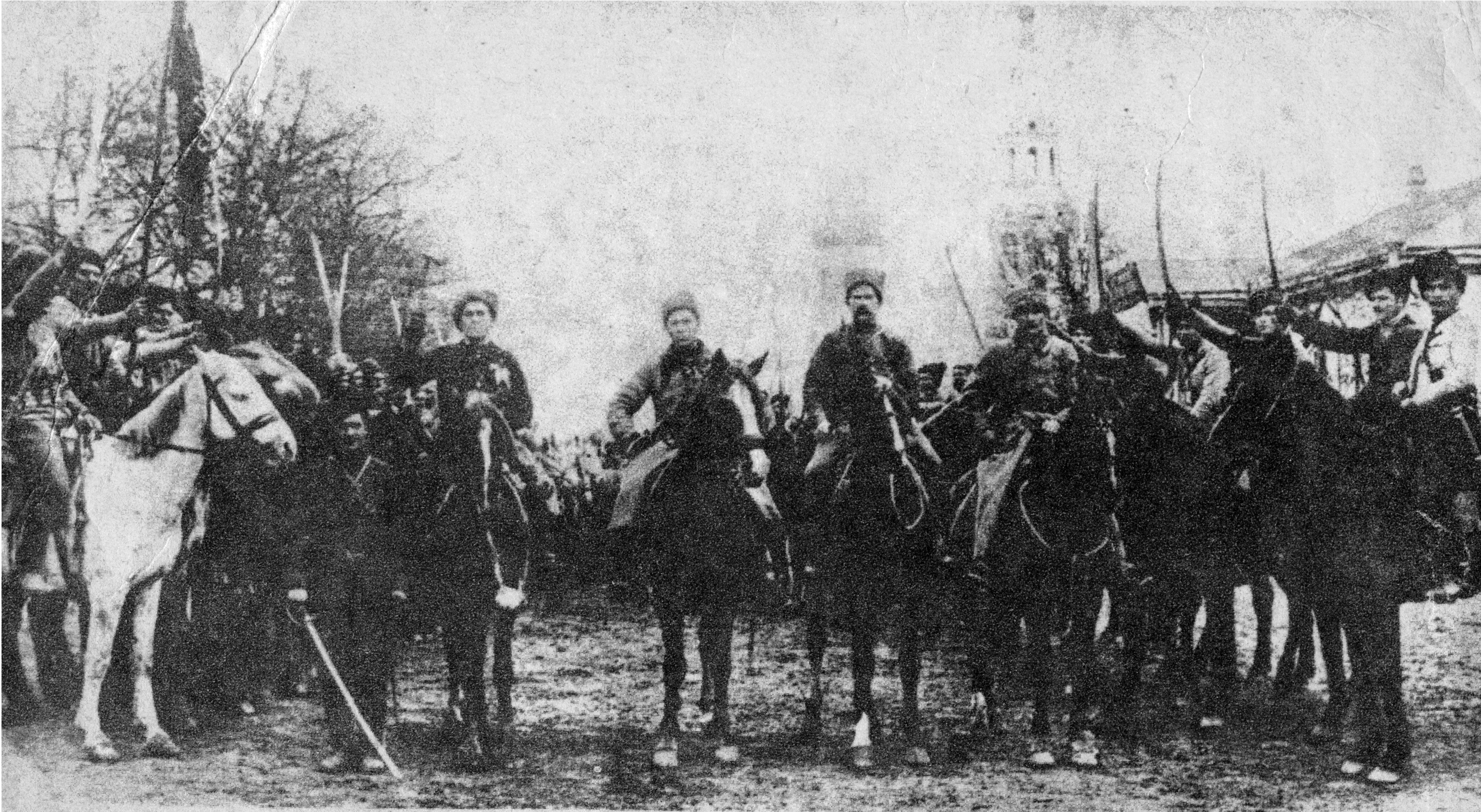
Красногвардейский отряд П. М. Ипатова в селе Петровском. В центре П. М. Ипатов и И. Р. Апанасенко.

По советским данным, Ставропольская группа, наступавшая на Торговую, чтобы создать угрозу тыловым сообщениям Добровольческой армии, насчитывала 20—25 тыс. человек. Против этих частей у добровольцев были только мелкие отряды восточнее Медвежьего, у Донского, гарнизон Ставрополя и 2-я Кубанская дивизия у Петровского, общей численностью 4—5 тысяч.
29 сентября 2-я Ставропольская дивизия красных начала наступление сразу в трех направлениях: на Торговую, Медвежье и Донское, через три дня, отбросив добровольцев, её главные силы дошли до Егорлыка, выйдя на фронт Преградное — Безопасное. Для прикрытия Торговой был переброшен по железной дороге небольшой отряд, а к станции Егорлык стянуты 1,5 тысячи бойцов и 2 орудия. Командовал этим отрядом из трех родов войск генерал С. Л. Станкевич, который получил задачу прикрыть Ставрополь с севера. Отряду было выдано 150 снарядов и по 70 патронов на винтовку.
Выдвинувшись к Безопасному, Станкевич отбросил красных. Конница Улагая в районе Благодарного 11 октября нанесла поражение 1-й Ставропольской дивизии. Но 2-я Ставропольская дивизия в середине октября вновь перешла в наступление крупными силами и отбросила отряд генерала Станкевича; в то же время её северная колонна заняла сёла по нижнему Егорлыку в одном переходе от Торговой.
К 15 октября части Дроздовского сменили дивизию Боровского на позициях против Невинномысской и Боровский получил приказ, объединив командование над войсками Ставропольского района и 2-й дивизией, очистить как можно скорее север губернии. 19 октября соединенными силами Станкевича, Улагая и Боровского большевики были разбиты у Терновки. Принявший командование над колонной генерал Станкевич преследовал противника в направлении на северо-восток и в боях 25—27 октября в районе Большой Джалги совместно с Донской бригадой вновь нанес им сильное поражение. Дальнейшее преследование оказалось невозможным, так как начало сражения под Ставрополем потребовало немедленного возвращения туда 2-й дивизии и конницы Улагая.
Воспользовавшись ослаблением Станкевича, 2-я Ставропольская дивизия 30 октября перешла в наступление и к 6 ноября отбросила его от Большой Джалги к Тахтинскому, где он занял оборону.

#### Реорганизация Северо-Кавказской красной армии
5 октября ЦИК Северо-Кавказской республики, в соответствии с новой организацией большевистских сил (создание РВСР) и распоряжениями из Москвы, отменил единоличную власть главнокомандующего и во главе армии поставил Реввоенсовет под председательством Я. В. Полуяна, прежнего предсовнаркома, и членов: Сорокина (главком), Гайчинца (командующий войсками Северо-Восточного фронта), Петренко (бывший начальник штаба Сорокина) и Крайнего (председатель крайкома партии и зам. пред. ЦИК). Штаб Сорокина был расформирован и создан новый во главе с бывшим казачьим офицером Одарюком. Приказом РВС Южного фронта Красная армия Северного Кавказа была переименована в 11-ю армию.
Согласно приказу РВС Южного фронта от 24 сентября войска Северного Кавказа должны были наступать тремя группами в полосе между рекой Маныч и железной дорогой Армавир — Ростов в направлении на Батайск, взять Ставрополь и принять все необходимые меры по обороне Грозного и всех нефтяных промыслов.
РВС войск Северного Кавказа по предложению Сорокина решил в первую очередь разбить группировку противника в районе Ставрополя и закрепиться в восточной части Северного Кавказа, держа связь с центром через Святой Крест на Астрахань. Для этого следовало перебросить Таманскую армию из Армавира в Невинномысскую, отвести остальные войска на линию Ахметовская — Упорная — Урупская — Армавир и закрепиться на ней. В противоположность этому плану командарм Таманской И. И. Матвеев и командующий белореченским участком Г. А. Кочергин предложили нанести главный удар от Армавира в северо-западном направлении — на станцию Кавказскую, с тем, чтобы в дальнейшем либо действовать на Екатеринодар, либо искать связи с 10-й армией в районе Царицына.
Мнение Сорокина победило, а Матвеев, который на собрании большевистских командиров в Армавире при общем одобрении заявил, что выходит из подчинения Сорокину, был вызван в Пятигорск и там 11 октября расстрелян. Эта казнь вызвала сильное возмущение в войсках Таманской группы и страшное озлобление лично против Сорокина. Командармом таманцев был назначен Е. И. Ковтюх. 15 октября армия была переформирована: на основе колонн были образованы две Таманские пехотные дивизии.
21 октября в Пятигорске Сорокин приказал расстрелять группу руководителей ЦИК Северо-Кавказской советской республики и крайкома РКП(б): председателя ЦИК А. А. Рубина, секретаря крайкома М. И. Крайнего (А. И. Шнайдерман), председателя фронтовой ЧК Б. Рожанского, уполномоченного ЦИК по продовольствию С. А. Дунаевского, председателя ЧК Северо-Кавказской Советской Социалистической Республики М. Ф. Власова (Богоявленского), обвинив их в постоянном вмешательстве в военные дела, срывающем военные операции.
23 октября Невинномысская группа советских войск армия перешла в наступление в двух направлениях: главными силами против добровольцев, двигавшихся к Ставрополю с севера, и вниз по Кубани.
В связи с открытым выступлением главкома 11-й армии против советской власти 27 октября был собран 2-й Чрезвычайный Съезд советов Северного Кавказа, который сместил Сорокина с поста Главнокомандующего и назначил на его место И. Ф. Федько, которому ЦИК было предписано немедленно вступить в свои обязанности. Сорокин был объявлен вне закона. Пытаясь найти поддержку у армии Сорокин выехал из Пятигорска в сторону Ставрополя, где в это время шли бои.
30 октября Сорокин со своим штабом был задержан кавалерийским полком Таманской армии под командованием М. В. Смирнова. «Таманцы», разоружив штаб и личный конвой Сорокина, заключили их вместе с бывшим главнокомандующим в ставропольскую тюрьму. 1 ноября командир 3-го Таманского полка 1-й Таманской пехотной дивизии И. Т. Высленко застрелил Сорокина во дворе тюрьмы.

#### Новый план красного командования
7 октября началась перегруппировка северо-кавказских советских армий: Таманская армия, усиленная одной из колонн армии Сорокина, перебрасывалась в эшелонах на Невинномысскую, откуда она должна была наступать на Ставрополь, а фронт сокращался отводом войск на линию Армавир — Урупская — Упорная — Ахметовская. Эти войска, численностью в 20 000 человек, обеспечивали Ставропольскую операцию красных. По форме их расположение представляло острый угол с вершиной в Армавире и со сторонами между реками Кубанью и Урупом. Южный фас этого угла находился под угрозой конницы Покровского, а в тылу из района Баталпашинска продолжал действовать Шкуро.
На участке Врангеля красные стали готовиться к отступлению, так как части Покровского достигли Лабы, местами переправились на правый берег в районе станиц Владимирской и Зассовской, угрожая флангу и тылу Михайловской группы.
В ночь на 14 октября большевики взорвали железнодорожный мост в тылу Кош-Хабльского плацдарма и оттянули свои части на правый берег Лабы. На рассвете отход обнаружился на всем фронте, и Врангель отдал приказ о переходе в общее наступление.
На следующий день красные спешно отходили к переправам через Уруп у станиц Урупской и Бесскорбной. К вечеру части Врангеля достигли реки Урупа, но обе переправы все ещё были в руках противника, который вел за них упорный бой. В течение последующих дней обе станицы несколько раз переходили из рук в руки.
Отступление Михайловской группы побудило перейти в наступление все три левобережные дивизии Добровольческой армии.
20 октября части Врангеля взяли Бесскорбную, а на следующий день — Урупскую. Красные отошли на правый берег реки Урупа, где и закрепились на командующих высотах. Переправиться на другой берег Врангелю не удалось и он занял пассивное положение, ограничиваясь разведкой.
Генерал Покровский, отбросив заслоны большевиков, перешел Лабу и 15 октября атаковал Вознесенскую и Упорную, но взять их не смог. 16-го большевики сами перешли в наступление и силами до 4 полков пехоты и многочисленной конницы оттеснили Покровского обратно за Лабу. В следующие дни он вновь и вновь атаковал и после упорных боев к 20 октября вышел к Урупу, овладев Попутной и Отрадной.
К 15 октября 3-я дивизия Дроздовского была переброшена из-под Армавира в район Темнолесской, на фронт против Невинномысской, где красные группировались для наступления на Ставрополь.

#### Ставропольское сражение. Окончание 2-го Кубанского похода
23 октября выступлением Таманской армии из района Невинномысской на Ставрополь началось 28-дневное сражение, которое по мнению Деникина стало решающей битвой всей кампании.
К 28 октября, разбив части 2-й и 3-й дивизий, Таманская армия овладела Ставрополем, но дальше продвинуться не смогла.
Корниловский полк снова был хорошего состава: офицерская рота имени Генерала Корнилова имела 250 штыков, три солдатских батальона и десятка три пулеметов со своей артиллерией. Командир полка полковник Индейкин получает приказ отбить наступление красных со стороны Татарки. 1-й батальон полка занял фронт левее полотна железной дороги, красные спускались от села густыми цепями. Это были матросы. Артиллерия открыла огонь, пулеметы поддержали. Ходили слухи, что Дроздовцы уже сильно пострадали, что красные подбили два бронеавтомобиля. Огневой бой разгорался. Позиция 1-й офицерской роты шла по ровному месту, убитых и раненых много. Хорошо видно, как матросы умело делают перебежки, местами поднимаются как бы для атаки, но сила нашего огня их косит. Здесь первая пуля пробивает мне ногу выше колена, нога онемела, но я остаюсь на месте, — фельдфебелю неудобно оставлять роту в такую минуту. Падает командир роты, — лихой капитан Пух, — у него раздроблена пятка. Через полчаса тяжело ранен его помощник, старый вояка — поручик Граков. Это ранение лишает его ноги. В этом бою полк понес исключительно большие потери, — более 600 человек.
Остатки полка после оставления города Ставрополя заняли позицию у с. Пелагиада, немного севернее города. Через два дня большевики пытались прорвать фронт. Они повели наступление крупными силами. Высоты около этого села переходили из рук в руки, и хотя под конец они и остались за большевиками, но все-таки прорваться им через Корниловцев на этот раз не удалось, — Корниловский Ударный полк отошел на две версты и удержался со своими 25 пулеметами. Войска добровольцев и красных все время переходили поочередно в наступление.
На действиях красных отрицательно сказалась дезорганизация, вызванная так называемым «мятежом Сорокина». В начале ноября Деникин, разгромив армавирскую группу красных, смог направить все свои силы против Ставрополя и взять Таманскую армию в кольцо. Силы его, однако, были недостаточными, и красные сумели вырваться из окружения и перебросить часть сил в район Петровского (Светлоград). 15 ноября, после нескольких дней тяжелых боев, дивизия Врангеля штурмом взяла Ставрополь, в последующих боях таманцы были отброшены к Петровскому, где 20 ноября и закрепились.
Второй Кубанский поход закончился. Фронт ненадолго стабилизировался, так как обе стороны понесли тяжелые потери и некоторое время не могли вести наступательные действия.

#### Реорганизация Добровольческой армии
По окончании Ставропольского сражения Деникин произвёл 15 ноября переформирование своих войск: дивизии Казановича и Боровского были развернуты в 1-й и 2-й армейские корпуса, был сформирован 3-й армейский корпус генерал-лейтенанта В. П. Ляхова, а из 1-й конной и 2-й Кубанской дивизий сформирован 1-й конный корпус Врангеля. Командование 1-й пехотной дивизией, вошедшей в состав 1-го корпуса, принял генерал-лейтенант С. Л. Станкевич. Командование «дроздовской» 3-й пехотной дивизией, так же вошедшей в состав 1-го корпуса, с 19 ноября временно принял генерал-майор В. З. Май-Маевский, сменив получившего тяжелое ранение М. Г. Дроздовского. Дроздовский, произведённый 8 ноября в генерал-майоры, навсегда выбыл из строя и затем скончался от полученной раны.

#### Оккупация Грузией Черноморского побережья
Захватив в августе Сухумские и Сочинские округа, армия Грузии создавала угрозу Новороссийску, в котором уже были добровольцы. Грузинские отряды были уже возле Геленджика. Решено было провести встречу командования Добровольческой армии и Грузии. 12 сентября в Екатеринодаре начались переговоры. Делегацию Грузии возглавлял Гегечкори. Добровольцы требовали предоставить им вооружение, боеприпасы и военное снаряжение со складов Кавказского фронта — как правопреемники российского правительства, требовали очистить захваченные территории и готовы были предложить продовольствие в обмен на уголь и нефть. Грузины отказались принять выдвинутые требования, назвав Добровольческую армию частной организацией.
В декабре 1918 — январе 1919 добровольческие войска заняли весь Сочинский округ вслед за уходящими по английскому требованию грузинскими войсками. Англичане потребовали и от добровольцев очистить округ, но получили отказ. 4 апреля 1919 года грузинская армия захватила часть Сочинского округа.

### Дальнейшие боевые действия
Под давлением наступавшей с запада Добровольческой армии генерала Деникина войска большевиков вынуждены были пробивать себе путь на восток через Моздок и Кизляр, предприняв в начале ноября серьёзное наступление в этом направлении двумя колоннами: от Георгиевска на Моздок и от Пятигорска на станцию Прохладную. Терские казаки вынуждены были отступать, не оказывая серьёзного сопротивления. 10 ноября войска большевиков занимают Прохладную и Моздок. Из-за отсутствия подкреплений, отвлечённых к Моздоку, вскоре после этого был освобождён от осады Кизляр и занят Грозный.
В последних числах ноября войска 11-й красной армии после ожесточённых боёв оттеснили отряд генерала Станкевича почти до железнодорожной линии Торговая — Великокняжеская, заняв сёла Тахра и Немецко-Хатинское, создав угрозу коммуникациям Добровольческой армии. Отряд Станкевича был подчинён генералу Врангелю, которому предстояло, удерживая Петровское, разгромить группировку 11-й армии, действовавшей против частей Станкевича, отбросить её за реку Каларусь и прочно прикрыть ведущие к Торговой пути к югу от Маныча. Оставив заслон в районе Петровского, 1-й Конный корпус Врангеля перешёл в наступление на север и, двигаясь по обеим сторонам реки Каларусь, нанёс поражение противнику у Николиной Балки, Предтечи и Винодельного. Под угрозой быть прижатым к болотистому Манычу, части 11-й армии начали поспешный отход на восток. Отряд генерала Станкевича перешёл в наступление.
В двадцатых числах ноября Врангель со своим конным корпусом, преследуя Таманскую армию, продвигается в направлении на Святой Крест. Правее его наступала дивизия Казановича и части Покровского. Вскоре корпус Врангеля, дивизия Казановича и отряд генерала Станкевича были объединены в группу под командованием Врангеля. Группа вела упорные бои с остатками Таманской армии. В декабре Врангелю удалось нанести окончательный удар, после которого он скоро занял Святой Крест. Остатки Таманской армии частью сдались, частью смогли отступить до Астрахани и соединиться с красными частями..

## Итоги
В ходе Второго Кубанского похода были заняты Кубанская область, Черноморье и большая часть Ставропольской губернии.
Основные силы большевиков на Северном Кавказе были разгромлены в боях под Армавиром и в Ставропольском сражении, однако, победа была достигнута крайним напряжением сил и ценой громадных для небольшой по численности Добровольческой армии потерь. За время похода некоторые части трижды сменили свой состав. Наступление белых существенно замедлялось из-за крайней нехватки боеприпасов. Снабжение ими осуществлялось частично с помощью атамана Краснова, передававшего Деникину до трети полученного им от немцев, а большей частью — за счет взятых с боем трофеев. У большевиков, в чьих руках были тыловые склады бывшего Кавказского фронта, положение было несравненно лучшим.
Сопротивление красных, особенно их самой боеспособной силы — Таманской армии — оказалось неожиданно упорным. Даже после серии тяжелых поражений эти части не разбегались и не складывали оружия. В мемуарах Деникина, Врангеля и других белых командиров отчетливо сквозит удивление: им было непонятно, за что эти люди сражаются с такой яростью и такой нечеловеческой жестокостью.
Здесь отличилась командная верхушка Северо-Кавказской красной армии. Большевистские командиры Сорокин и Матвеев проявили себя как наиболее упорные и жёсткие военачальники.
У Деникина не осталось сил для довершения разгрома красных войск, а потому большевики, оправившись и нарастив численность своей армии до 80 тыс. человек, в декабре — январе ещё не раз пытались перейти в контрнаступление. В результате тяжелые бои за освобождение Северного Кавказа продолжались по крайней мере до конца января 1919, когда остатки разбитой Врангелем и Покровским Таманской армии погибли при отступлении через безводные степи Астраханского тракта или насмерть замерзли в тифозных эшелонах на тупиках и станциях Владикавказской железной дороги.